# Glenea bellona
Glenea bellona é uma espécie de escaravelho da família Cerambycidae. Foi descrita por James Thomson em 1879. É conhecida a sua existência na Malásia, Java, e Sumatra.

## Subespécie
- Glenea bellona albomaculata (Gahan, 1889)
- Glenea bellona bellona Thomson, 1879
- Glenea bellona hebe Thomson, 1865